# دختران زیبا (ترانه بریتنی اسپیرز و ایگی آزیلیا)
«دختران زیبا» (به انگلیسی: Pretty Girls) ترانه‌ای از خواننده آمریکایی بریتنی اسپیرز و خواننده رپ استرالیایی ایگی آزیلیا ضبط شده‌است. آزیلیا این آهنگ را با مگان کتون، عضو گروه دخترانه بریتانیایی لیتل میکس نوشت و توسط The Invisible Men تهیه شد. این ترانه در ۴ مه ۲۰۱۵ توسط آرسی‌ای رکوردز منتشر شد.
نماهنگ «دختران زیبا» در ۱۳ مه ۲۰۱۵ به کارگردانی آزیلیا و کامرون ددی منتشر شد. این نماهنگ از فیلم ۱۹۹۸ دختران زمینی بی‌قید و بندند با بازی جینا دیویس الهام گرفته شده‌است. این ترانه برای اولین بار در تاریخ ۱۷ مه در جوایز موسیقی بیلبورد ۲۰۱۵ توسط اسپیرز و آزیلیا به صورت زنده انجام شد. در همان سال، به لیست مجموعه اجرا نمایش اقامت اسپیرز در لاس وگاس «بریتنی: تکه‌ای از من» افزوده شد.
این ترانه همچنین در جوایز برگزیده نوجوانان ۲۰۱۵ نامزد دریافت دو جایزه شد.